# Papau Informal
Papau Informal foi um programa de televisão veiculado pela TV Cultura no início da década de 1990.
Consistia em um programa de entrevistas no formato de Talk Show, apresentado pelo professor de geografia Paulo Sartori, o qual também era o apresentador do programa Vestibulando, veículado pelo mesmo canal. 
Cada episódio tinha a duração de aproximadamente 30 minutos, incluindo as inserções publicitárias.  A sua periodicidade era semanal, com episódios inéditos transmitidos nas noites de segunda-feira.

## Formato do programa
O programa se passava  em um cenário correspondente a uma lanchonete, dentro da qual o apresentador Papau discutia assuntos da atualidade e mantinha conversas leves e descontraídas com seus convidados.  A ideia geral era passar a impressão de que o telespectador observava a conversa entre o apresentador e seus convidados por meio de uma janela instalada neste estabelecimento.
Para manter a ideia de informalidade, durante a entrevista uma garçonete denominada Ritinha servia aos entrevistados pratos tipicamente presentes em lanchonetes, como por exemplo, hot-dog acompanhado de milkshake.